# Carmenta prosopis
Carmenta prosopis is een vlinder uit de familie wespvlinders (Sesiidae), onderfamilie Sesiinae.
Carmenta prosopis is voor het eerst wetenschappelijk beschreven door Edwards in 1882. De soort komt voor in het Nearctisch gebieden het  Neotropisch gebied.